# Octophialucium bigelowi
Octophialucium bigelowi is een hydroïdpoliep uit de familie Malagazziidae. De poliep komt uit het geslacht Octophialucium. Octophialucium bigelowi werd in 1955 voor het eerst wetenschappelijk beschreven door Kramp. 